# Territoriale indeling van Rondônia

Rondônia

De Braziliaanse deelstaat Rondônia is ingedeeld in 2 mesoregio's, 8 microregio's en 52 gemeenten.

## Leste Rondoniense (mesoregio)
6 microregio's, 42 gemeenten

### Alvorada d'Oeste (microregio)
4 gemeenten:
Alvorada d'Oeste -
Nova Brasilândia d'Oeste -
São Miguel do Guaporé -
Seringueiras

### Ariquemes (microregio)
7 gemeenten:
Alto Paraíso -
Ariquemes -
Cacaulândia -
Machadinho d'Oeste -
Monte Negro -
Rio Crespo -
Vale do Anari

### Cacoal (microregio)
9 gemeenten:
Alta Floresta d'Oeste -
Alto Alegre dos Parecis -
Cacoal -
Castanheiras -
Espigão d'Oeste -
Ministro Andreazza -
Novo Horizonte do Oeste -
Rolim de Moura -
Santa Luzia d'Oeste

### Colorado do Oeste (microregio)
5 gemeenten:
Cabixi -
Cerejeiras -
Colorado do Oeste -
Corumbiara -
Pimenteiras do Oeste

### Ji-Paraná (microregio)
11 gemeenten:
Governador Jorge Teixeira -
Jaru -
Ji-Paraná -
Mirante da Serra -
Nova União -
Ouro Preto do Oeste -
Presidente Médici -
Teixeirópolis -
Theobroma -
Urupá -
Vale do Paraíso

### Vilhena (microregio)
6 gemeenten:
Chupinguaia -
Parecis -
Pimenta Bueno -
Primavera de Rondônia -
São Felipe d'Oeste -
Vilhena

## Madeira-Guaporé (mesoregio)
2 microregio's, 10 gemeenten

### Guajará-Mirim (microregio)
3 gemeenten:
Costa Marques -
Guajará-Mirim -
São Francisco do Guaporé

### Porto Velho (microregio)
7 gemeenten:
Buritis -
Campo Novo de Rondônia -
Candeias do Jamari -
Cujubim -
Itapuã do Oeste -
Nova Mamoré -
Porto Velho
Acre · Alagoas · Amapá · Amazonas · Bahia · Ceará · Espírito Santo · Federaal District · Goiás · Maranhão · Mato Grosso · Mato Grosso do Sul · Minas Gerais · Pará · Paraíba · Paraná · Pernambuco · Piauí · Rio de Janeiro · Rio Grande do Norte · Rio Grande do Sul · Rondônia · Roraima · Santa Catarina · São Paulo · Sergipe · Tocantins